# Jacob Posen
Jacob Posen (geboren 15. Juli 1909 in Frankfurt am Main; gestorben 7. September 1995 in London) war ein britisch-schweizerischer Rabbiner.

## Leben
Jacob Posen war ein Sohn des Philip Posen und der Helen Kaiser. Er besuchte die Samson-Raphael-Hirsch-Schule und studierte Rechtswissenschaften in Frankfurt am Main. Nach der Machtübergabe an die Nationalsozialisten 1933 musste er als Jude das Studium abbrechen. Posen ging nach London, kehrte aber unverrichteter Dinge nach Deutschland zurück und nahm an einer Hachschara teil, nach der er 1937 nach Palästina ging. Er beschloss nun, Rabbiner zu werden und absolvierte eine Ausbildung am orthodoxen Rabbinerseminar in Berlin. Im Jahre 1938 erhielt er die Semicha (Rabbinerdiplom). Posen floh 1939 mit seinen Eltern und seiner Verlobten nach England. Nach Kriegsausbruch wurde er für eine Zeit als Enemy Alien auf der Isle of Man interniert. Er studierte am Jews’ College und machte einen B.A.-Abschluss. Posen heiratete 1941 Anneliese Goldmeier (1910–1989), sie hatten vier Kinder.  
Ab 1941 war er als Rabbiner an der Synagoge in Hemel Hempstead beschäftigt, von 1945 bis 1950 an der Upton-Park-Synagoge in London, danach an der Synagoge in Nottingham, wo er außerdem an der Universität Nottingham Hebräisch unterrichtete. Er wurde 1951 mit einer Dissertation über Dina de-malchuta dina an der Universität London in Philosophie promoviert. Von 1967 bis 1981 leitete er mit Jakob Teichman die Israelitische Cultusgemeinde Zürich. Er schrieb  im Israelitischen Wochenblatt für die Schweiz die Kolumne „Zum Schriftwort“. 